# Lebanon (Connecticut)
Lebanon è un comune di 7.358 abitanti degli Stati Uniti d'America, situato nella Contea di New London nello Stato del Connecticut.